# Breitingen
Breitingen (phát âm tiếng Đức: [ˈbʁaɪtɪŋən]) là một đô thị thuộc huyện Alb-Donau, bang Baden-Württemberg, Đức. Đô thị này có diện tích 2,89 km², dân số thời điểm 31 tháng 12 năm 2020 là 352 người.